# 193
Năm 193 là một năm trong lịch Julius. 